# Juha Mäenpää
Pour les articles homonymes, voir Juha et Mäenpää.
Juha Petri Mäenpää (né le 25 octobre 1971 à Nurmo) est un homme politique finlandais.

## Biographie
Juha Mäenpää vit dans l'agglomération de Koskenkorva à Ilmajoki. 
Il est père de quatre enfants. 
Juha Mäenpää est ingénieur en mécanique de formation et professeur en éducation professionnelle spécialisée. 
Il a dirigé une équipe de transport au sein de la force intérimaire des Nations unies au Liban. 
Juha Mäenpää a bénéficié d'une pension d'accident entre 2011 et 2019.
Juha Mäenpää est membre de Suomen Sisu.

## Carrière politique
Aux élections législatives finlandaises de 2015, Juha Mäenpää s'est présenté sur la liste du Parti des Finlandais et il a obtenu 3 342 voix et est devenu député suppléant.
Juha Mäenpää a été élu député avec 6 915 voix aux élections législatives de 2019.
Aux élections législatives finlandaises de 2023, il a été réélu avec 8 045 voix.